# José Manuel Somera y Landeros
José Manuel Gómez de la Somera y Landeros (León, Guanajuato, 24 de diciembre de 1789-León, 18 de agosto de 1846), también conocido como Manuel Somera, fue un sacerdote católico mexicano reconocido por su labor educativa y como uno de los fundadores del Oratorio del Templo de San Felipe Neri y su congregación en la ciudad de León.

## Nacimiento y primeros años
Era hijo de José Cristóbal Gómez de la Somera y Correa (1752 - 1833), nacido en la ciudad de Ayamonte, en España y de María Josefa Landeros e Ibarra ( - 1839), natural de Silao. Al igual que dos de sus hermanos, José Cristóbal emigró a Nueva España, estableciéndose como hacendado en León.
José Manuel Somera nació en León (México) el 24 de diciembre de 1789, siendo el mayor de trece hermanos, de los que menos de la mitad sobrevivieron a la infancia. Estudió Gramática latina en el Colegio de San Miguel el Grande, trasladándose después a Ciudad de México para estudiar Filosofía en el Antiguo Colegio de San Ildefonso. En 1811 interrumpió sus estudios debido a la Guerra de Independencia, siendo alistado en las compañías de voluntarios. Acabado el servicio militar, regresó a Ciudad de México en 1813 para retomar sus estudios de teología, que finalizó en 1816. Fue ordenado sacerdote ese mismo año.

## Sacerdocio y labor docente
En 1817 abrió en su casa familiar de León una escuela de Gramática y posteriormente de Filosofía y Latinidad, auxiliado por los padres Ignacio Aguado y José Rafael Fuentes. Desde entonces y hasta el final de sus días se encargó de la instrucción de la juventud, estableciendo cátedras para preparar alumnos en cursos superiores e incluso ayudándoles económicamente.
Empleó la herencia que recibió de sus padres en la fundación de la Congregación del Oratorio de San Felipe Neri y así fue como logró erigir el templo del oratorio entre 1836 y 1838. La congregación del Oratorio fue fundada los días 5 y 6 de agosto de 1838 por los presbíteros don José Manuel Somera, don Manuel Quijano, don Vicente Arriaga, don Francisco Hernández y don José M. Prado. En ella participaron sacerdotes del Oratorio de Guanajuato y Juan Cayetano de Portugal y Solís, obispo de Michoacán. Dicha fundación fue confirmada por los papas Gregorio XVI en un breve dado en Santa María la Mayor el 6 de julio de 1841 y Pio IX en su breve dado en San Pedro de Roma el día 3 de diciembre de 1852. Los padres Somera y Quijano dotaron de su peculio la iglesia, casa, culto divino y manutención de los padres, hasta que la Ley de 25 de junio de 1856 (Ley Lerdo) privó la Congregación de los bienes y recursos con que hasta el momento había contado.
Su último año de docencia tuvo que ejercerlo en su propio aposento, puesto que la enfermedad herpética que padecía apenas le permitía moverse. No obstante fue capaz de atender a sus discípulos desde la cama hasta el día 7 de agosto de 1846. A su lecho de muerte fue llevada la imagen de la Madre Santísima de la Luz. Murió el 18 de agosto de 1846, a las 12 del día, siendo sepultado el mismo día en el Oratorio de San Felipe Neri.